# Challenger de Gwangju 2023
El torneo Gwangju Open 2023 fue un torneo de tenis perteneció al ATP Challenger Tour 2023 en la categoría Challenger 75. Se trató de la 6ª edición; el torneo tuvo lugar en la ciudad de Gwangju (Corea del Sur), desde el 1 hasta el 7 de mayo de 2023 sobre pista dura al aire libre.

## Jugadores participantes del cuadro de individuales
| Favorito | País                      | Jugador             | Rank1 | Posición en el torneo |
| -------- | ------------------------- | ------------------- | ----- | --------------------- |
| 1        | Bandera de Australia      | Max Purcell         | 89    | FINAL                 |
| 2        | Bandera de Estados Unidos | Christopher Eubanks | 90    | Semifinales           |
| 3        | Bandera de Australia      | Jordan Thompson     | 91    | CAMPEÓN               |
| 4        | Bandera de Australia      | James Duckworth     | 102   | Segunda ronda         |
| 5        | Bandera de Ecuador        | Emilio Gómez        | 115   | Cuartos de final      |
| 6        | Bandera de Australia      | Rinky Hijikata      | 141   | Cuartos de final      |
| 7        | Bandera de Australia      | Aleksandar Vukic    | 142   | Segunda ronda         |
| 8        | Bandera de Estados Unidos | Denis Kudla         | 146   | Primera ronda         |

- 1 Se ha tomado en cuenta el ranking del 24 de abril de 2023.

### Otros participantes
Los siguientes jugadores recibieron una invitación (wild card), por lo tanto ingresan directamente al cuadro principal (WC):
- Chung Yun-seong
- Park Ui-sung
- Shin San-hui

Los siguientes jugadores ingresan al cuadro principal tras disputar el cuadro clasificatorio (Q):
- Peter Gojowczyk
- Omar Jasika
- Jason Jung
- Daniel Masur
- Dominik Palán
- Luke Saville

## Campeones

### Individual Masculino
- Jordan Thompson derrotó en la final a  Max Purcell, 6–3, 6–2

### Dobles Masculino
- Evan King /  Reese Stalder derrotaron en la final a  Andrew Harris /  John-Patrick Smith, 6–4, 6–2